# Oblómov
Oblómov (en ruso Обломов) es una novela publicada en 1859, la más conocida del escritor ruso Iván Goncharov.

## Síntesis
Oblómov es el protagonista de la novela, a menudo considerado como la personificación del «hombre superfluo», un tópico recurrente a lo largo de la literatura rusa del siglo XIX. Es un noble joven y generoso que parece incapaz de hacer nada con su vida. A lo largo de la novela raramente sale de su habitación, donde permanece tumbado en un diván intentando evitar los problemas, las propuestas y las obligaciones que le llegan del exterior. Hasta la página 150 no se decide a salir de la cama.
El libro se considera una sátira de la nobleza rusa, cuya función social y económica estaba cuestionada en la Rusia de mediados del siglo XIX. Sin embargo, la prosa de Goncharov hace sentir al lector una gran empatía por el protagonista, explicando con exactitud y sensibilidad psicológica su desdichada manera de ser. No se trata de un tópico, de un personaje tipo. Gracias a eso, la novela goza de gran fama en todo el mundo, y no es simplemente un documento sociológico de la época y el país en la que está situada.
La novela fue muy popular en Rusia y muchos de los personajes y situaciones han dejado una fuerte huella en la cultura y la lengua rusa, convirtiéndose Oblómov en un término popular para describir a cualquiera que muestre una actitud pasiva e indecisa. El mismo Goncharov usa al final del libro el término oblómovschina (u 'oblomovismo') para describir la actitud del protagonista, sin duda influido por el término bovarismo que estaba en boga en toda Europa por la fama de la novela Madame Bovary de Gustave Flaubert. Y sin duda en ello tuvo su importancia el ensayo capital, muy influyente en toda la crítica posterior, de Nikolái A. Dobroliúbov (1836-1861), «¿Qué es el oblomovismo?», publicado en el n.º 5 del mismo 1859 en Sovreménnik (El Contemporáneo).
Así mismo, oblómovka se refiere a la casa familiar, situada en el campo, y descrita como un lugar idílico en el capítulo «El sueño de Oblómov». Simboliza el escapismo recurrente: un lugar y un tiempo (la infancia) al que se regresa mentalmente cuando la incapacidad de decidirse bloquea cualquier acción.

## Traducción
La versión más moderna en español de Oblómov es la traducción realizada por Lydia Kúper de Velasco para la editorial Alba (Barcelona, 1999), reimpresa por la editorial Debolsillo (2009).

## Adaptaciones
Oblómov fue llevada al cine en la Unión Soviética por Nikita Mijalkov en 1981, con música de Eduard Artémiev y con el siguiente reparto: Oleg Tabakov como Oblómov, Andréi Popov como Zajar (el criado), Elena Solovéi como Olga y Yuri Bogatyriov como Shtolz.
En 1989 la BBC rodó una dramatización de la novela protagonizada por el actor de Cheers George Wendt. Una serie televisiva italiana vio la luz en 1966, con una duración de 284 minutos.